# Забутливий функтор
Забутливий функтор (стиральний функтор) — теоретико-категорійний функтор, який «забуває» деякі або всі алгебричні структури і властивості початкової області, тобто переводить області, наділені додатковими структурами та властивостями, в кообласті з меншими обмеженнями.
Поняття не має строгого визначення та використовується для якісної характеризації перетворень, що провадяться такого роду функторами. Для алгебричної структури із заданим набором операцій ці перетворення можна описати як скорочення сигнатури, наприклад, забутливим є функтор, який зіставляє кожному кільцю з категорії кілець {\displaystyle \mathbf {Rng} } його адитивну абелеву групу з категорії {\displaystyle \mathbf {Ab} } та переводить гомоморфізми кілець у гомоморфізми груп[⇨]. Сигнатура може бути порожньою, тобто кообластю такого функтора виявляється множина-носій початкової структури, прикладом такого функтора є перетворення груп із категорії груп {\displaystyle \mathbf {Grp} } у множини їхніх елементів з категорії {\displaystyle \mathbf {Set} }, що переводить гомоморфізми в «звичайні» відображення множин. Оскільки багато конструкцій у математиці описують як множини з додатковою структурою, забутливий функтор у множину-носій є найпоширенішим практичним прикладом; можливість побудови функтора в категорію множин лежить в основі важливого поняття конкретної категорії. Крім того, забутливий функтор може зберігати структури, але при цьому знижувати обмеження за властивостями[⇨].

## Приклад
Як приклад можна навести кілька забутливих функторів із категорії комутативних кілець. Комутативне кільце, описане мовою універсальної алгебри, — це набір <R, +, *, a, 0, 1 >, що задовольняє певним аксіомам; тут + та * — бінарні операції на множині R, a — унарна операція (взяття протилежного елемента за додаванням), 0 та 1 — нульарні операції взяття тотожних елементів за додаванням і множенням. Видалення одиниці відповідає забутливому функтору в категорію кілець без одиниці; видалення * і 1 відповідає функтору в категорію абелевих груп, який зіставляє кожному кільцю його групу за додаванням. При цьому кожному морфізму кілець зіставляється та сама функція, тільки вона розглядається як морфізм абелевих груп. Вилучення всієї сигнатури відповідає функтору в категорію множин.

## Забування структури та властивостей
Існують певні відмінності між тими функторами, які «забувають структуру», і тими, які «забувають лише властивості». Якщо функтори {\displaystyle \mathbf {Rng} \to \mathbf {Ab} } і {\displaystyle \mathbf {Grp} \to \mathbf {Set} } «забувають» операції, то як приклад функтора, що втрачає властивості, можна навести перетворення з категорії абелевих груп у категорію груп, що втрачає аксіому комутативності множення, але зберігає всі операції.
Забутливі функтори майже завжди є унівалентними. Наприклад, конкретні категорії визначають як категорії, що допускають унівалентний функтор у категорію множин. Функтори, що забувають аксіоми, завжди цілком унівалентні.

## Лівий спряжений функтор
Забутливі функтори досить часто мають ліві спряжені функтори, які конструюють вільні об'єкти. Наприклад:
- вільний модуль: забутливий функтор з {\displaystyle \mathbf {Mod} (R)} (категорії {\displaystyle R}-модулів) у {\displaystyle \mathbf {Set} } має лівий спряжений {\displaystyle \operatorname {Free} _{R}}, що відповідає відображенню {\displaystyle X\mapsto \operatorname {Free} _{R}(X)} множини {\displaystyle X} у вільний {\displaystyle R} -модуль з базисом {\displaystyle X};
- вільна група;
- тензорна алгебра.

У цьому випадку спряженість інтерпретується так: узявши множину X та побудований на ній об'єкт (наприклад, модуль M), відображення множин {\displaystyle X\to M} однозначно відповідають відображенням модулів {\displaystyle \operatorname {Free} _{R}(X)\to M}. У разі векторних просторів про це зазвичай кажуть так: «відображення задається образами базисних векторів, і базисні вектори можна відправити будь-куди», цей факт виражає формула:
{\displaystyle \operatorname {Hom} _{\mathbf {Mod} _{R}}(\operatorname {Free} _{R}(X),M)=\operatorname {Hom} _{\mathbf {Set} }(X,\operatorname {Forget} (M))}.
Категорія полів — приклад категорії, де забутливий функтор не має спряженого: не існує поля, що задовольняє вільній універсальній властивості для множини X.